# Cyklóna

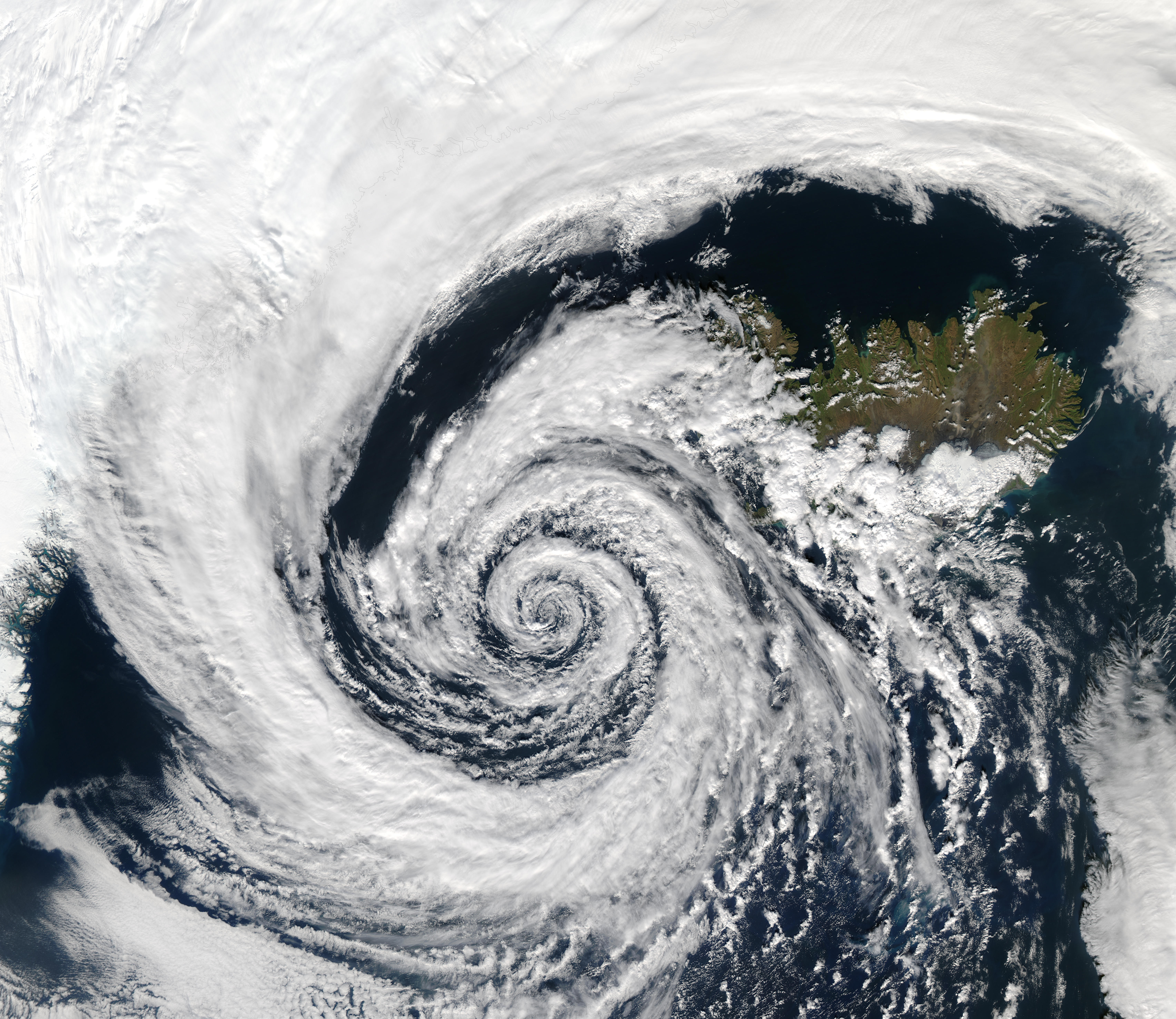
Cyklóna u Islandu.

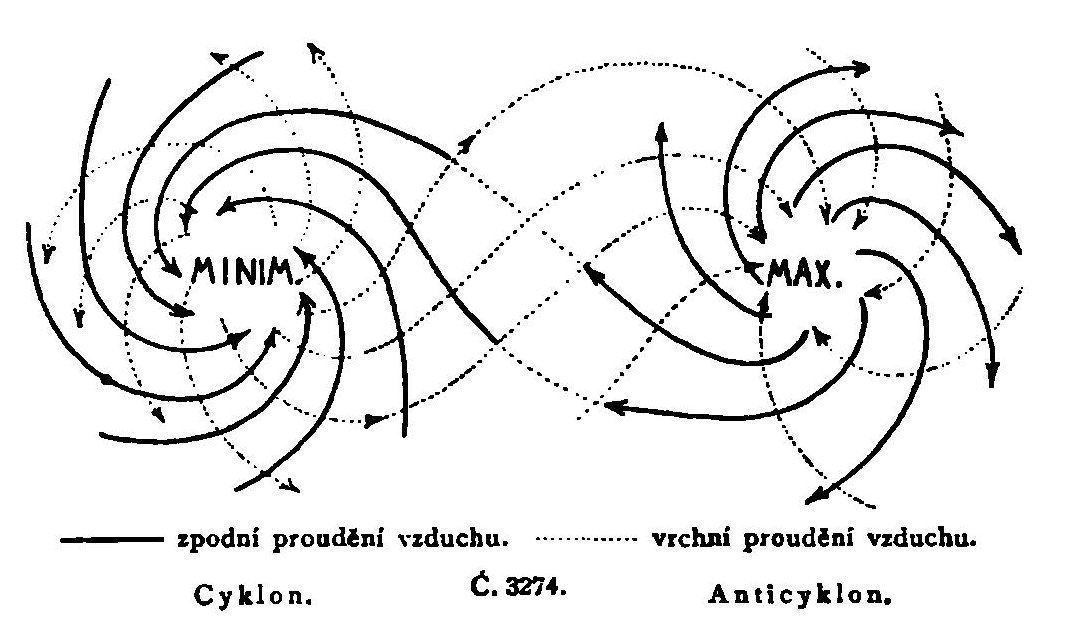
Cyklóna a anticyklóna

Směr proudění větru cyklón na Zemi.

Cyklóna neboli tlaková níže je oblast se sníženým tlakem vzduchu, tlak vzduchu v jejím okolí je vyšší než tlak uvnitř oblasti. Jde o jeden ze základních tlakových útvarů v atmosféře, který na synoptické mapě má alespoň jednu uzavřenou izobaru.
Vlivem rotace Země pak cirkulace vzduchu v cyklóně probíhá na severní polokouli vždy proti směru pohybu hodinových ručiček, zatímco na jižní polokouli po směru.
Rozlišují se mimotropické a tropické cyklóny. Převážná většina mimotropických cyklón jsou frontální cyklóny. V Evropě jsou to cyklóny na polární a arktické frontě. Tropická cyklóna se v různých oblastech světa označuje místními názvy, například cyklon v Indii a v Austrálii, hurikán v Atlantském oceánu nebo tajfun v jihovýchodní Asii. Pro středomořské cyklóny podobné hurikánům se používá název medikán.
Cyklóny vznikají složitými procesy v atmosféře označovanými jako cyklogeneze, zatímco jejich slábnutí až zánik se nazývá cyklolýza.
Aktivita cyklón na severní polokouli v období let 1980–2020 klesá.